# Kunstballade
Bei der Kunstballade handelt es sich neben der Volksballade um eine von zwei wichtigen Balladenarten. Der Germanist Wolfgang Kayser unterschied die Ballade in den Unterarten Geisterballade, Schauerballade, die naturmagische oder historische Ballade, Schicksalsballade und Ritter-, Heldenballade und nordische Ballade. Die Typologie wird weiterhin durch die soziale und legendenhafte Ballade ergänzt.

## Merkmale
Spricht man umgangssprachlich von Balladen, so werden darunter gemeinhin die Kunstballaden des 18., 19. und 20. Jahrhunderts verstanden.
Die Balladenform begann mit Gottfried August Bürgers Ballade Lenore (1773). Er wurde angeregt von einer Sammlung englischer und schottischer Geisterballaden sowie durch Johann Gottfried Herders Sammlung Stimmen der Völker in Liedern.
Im Sturm und Drang blieb die Kunstballade weitestgehend als beliebte Dichtungsform erhalten. Da die Kunstballade in besonderem Maße die drei Grundformen der Literatur (Lyrik, Epik und Dramatik) in sich vereinigt, bezeichnet sie Goethe als „Ur-Ei der Dichtung“.
Als hervorragende deutschsprachige Dichter von Balladen gelten Friedrich Schiller, Johann Wolfgang von Goethe, Ludwig Uhland, Heinrich Heine, Joseph von Eichendorff, Theodor Fontane, Conrad Ferdinand Meyer und Bertolt Brecht. Weiterhin Gottfried August Bürger, Adelbert von Chamisso, Clemens Brentano, Eduard Mörike, Annette von Droste-Hülshoff, Friedrich Hebbel, Detlev von Liliencron, Agnes Miegel und Frank Wedekind. In der zweiten Hälfte des 20. Jahrhunderts Georg Britting, Marie Luise Kaschnitz und Peter Huchel. In der englischsprachigen Literatur Robert Burns, Samuel Taylor Coleridge, Dante Gabriel Rossetti und Rudyard Kipling. Als französische Vertreter Eustache Deschamps, François Villon, Clément Marot und Gérard de Nerval.